# Sison (Surigao del Norte)
Sison is een gemeente in de Filipijnse provincie Surigao del Norte op het eiland Mindanao. Bij de laatste census in 2007 had de gemeente ruim 11 duizend inwoners.

## Geografie

### Bestuurlijke indeling
Sison is onderverdeeld in de volgende 12 barangays:
| - Biyabid - Gacepan - Ima - Lower Patag - Mabuhay - Mayag | - Poblacion - San Isidro - San Pablo - Tagbayani - Tinogpahan - Upper Patag |

## Demografie
Sison had bij de census van 2007 een inwoneraantal van 11.276 mensen. Dit zijn 1.230 mensen (12,2%) meer dan bij de vorige census van 2000. De gemiddelde jaarlijkse groei komt daarmee uit op 1,61%, hetgeen lager is dan het landelijk jaarlijks gemiddelde over deze periode (2,04%). Vergeleken met de census van 1995 is het aantal mensen met 2.423 (27,4%) toegenomen.

De bevolkingsdichtheid van Sison was ten tijde van de laatste census, met 11.276 inwoners op 54,7 km², 161,8 mensen per km².